# Абрамово (Руднянський район)
Абра́мово (рос. Абрамово) — присілок в Руднянському районі Смоленської області Росії. Входить до складу Понизовського сільського поселення. Населення — 1 мешканець (2007).

## Розташування
Розташоване в західній частині області в 37 км на північ від Рудні, в 20 км на захід автодороги Р133 Смоленськ — Невель, на березі річки Каспля. В 38 км на південь від села розташована залізнична станція Рудня на лінії Смоленськ — Вітебськ.

## Історія
У роки Німецько-радянської війни присілок був окупований гітлерівськими військами в липні 1941 року, звільнений в жовтні 1943 року .